# Адміністративний устрій Славутського району
Адміністративний устрій Славутського району — адміністративно-територіальний поділ Славутського району Хмельницької області на 2 міські громади обласного значення та 4 сільські громади, які об'єднують 79 населених пунктів та підпорядковані Славутській районній раді. Адміністративний центр — місто Славута, що є містом обласного значення і до складу району не входить.

## Список громадСлавутського району
- Берездівська сільська громада
- Ганнопільська сільська громада
- Крупецька сільська громада
- Нетішинська міська громада
- Славутська міська громада
- Улашанівська сільська громада